# Skadow
Skadow, niedersorbisch Škódow, ist gemessen an der Einwohnerzahl der kleinste Ortsteil der Stadt Cottbus in Brandenburg. Vom 1. Januar 1974 bis zum 6. Dezember 1993 gehörte das Dorf zur damaligen Gemeinde Döbbrick, davor war Skadow eine eigenständige Gemeinde.

## Geografie
Der Ort liegt fünf Kilometer nordnordöstlich von Cottbus am linken Ufer der Spree. Nachbarorte sind Döbbrick Ost im Norden, Maust und Willmersdorf im Nordosten, Neu Lakoma, Lakoma und Ausbau Saspow im Südosten, Saspow im Süden, Schmellwitz im Südwesten, Masnick’s Häuslergut und Sielow im Westen sowie Döbbrick im Nordwesten.

## Geschichte

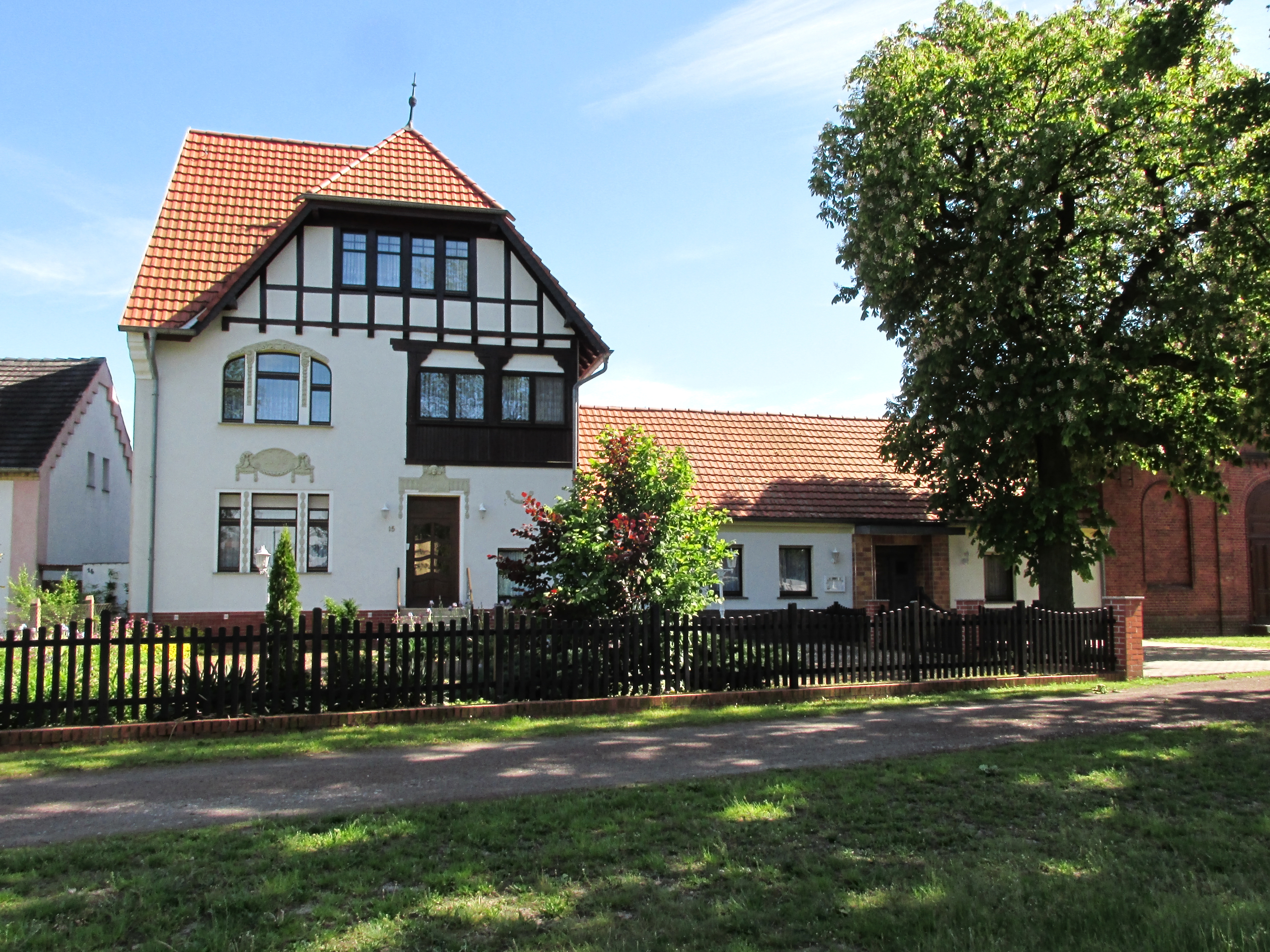
Gasthaus im Ort

Skadow wurde im Jahr 1407 mit der Schreibweise „Schadow“ erstmals urkundlich erwähnt. Rudolf Lehmann beschreibt den Ort als Sackgassendorf, im historischen Ortszentrum ist ein länglicher Anger angelegt. Der Ortsname geht auf einen Personennamen zurück, der wiederum von dem sorbischen Wort „škóda“ für „Schaden“ abgeleitet ist.
Skadow gehörte zur Herrschaft Cottbus und somit ab dem 15. Jahrhundert zur Mark Brandenburg. Das Gut gehörte zunächst den Herren von Köckritz und wurde später von den Herren von Zabeltitz gekauft. Seit 1652 gehörte der Ort anteilig zum Amt Peitz und zum Amt Cottbus, das Amt Peitz wurde 1832 dem Amt Cottbus angegliedert, dieses wiederum wurde 1874 aufgelöst. Danach bildete die Landgemeinde Skadow bis 1945 mit Brunschwig (bis 1904), Döbbrick, Merzdorf, Saspow und Schmellwitz den Amtsbezirk Schmellwitz im Landkreis Cottbus.
In der DDR gehörte Skadow ab 1952 zum Kreis Cottbus (ab 1954 Kreis Cottbus-Land) im Bezirk Cottbus. Am 1. Januar 1974 wurde Skadow nach Döbbrick eingemeindet und dort zu einem Ortsteil. Nach der Wiedervereinigung lag Skadow zunächst im Landkreis Cottbus in Brandenburg. Im Rahmen der späteren Eingemeindung von Döbbrick nach Cottbus wurde Skadow am 6. Dezember 1993 zu einem Ortsteil der kreisfreien Stadt.

## Bevölkerungsentwicklung
| Jahr | Einwohner |
| ---- | --------- |
| 1875 | 299       |
| 1890 | 336       |
| 1910 | 407       |

| Jahr | Einwohner |
| ---- | --------- |
| 1925 | 418       |
| 1933 | 444       |
| 1939 | 465       |

| Jahr | Einwohner |
| ---- | --------- |
| 1946 | 484       |
| 1950 | 471       |
| 1964 | 404       |

| Jahr | Einwohner |
| ---- | --------- |
| 1971 | 384       |

Gebietsstand des jeweiligen Jahres
Der Volkskundler Arnošt Muka ermittelte für seine Statistik über die Sorben in der Lausitz im Jahr 1884 in Skadow 324 Einwohner, von denen alle Sorben waren. Im Jahr 1956 hatten noch 72,0 Prozent der Einwohner Sorbischkenntnisse, in der folgenden Zeit ging diese Zahl weiter zurück.

## Kultur und Sehenswürdigkeiten

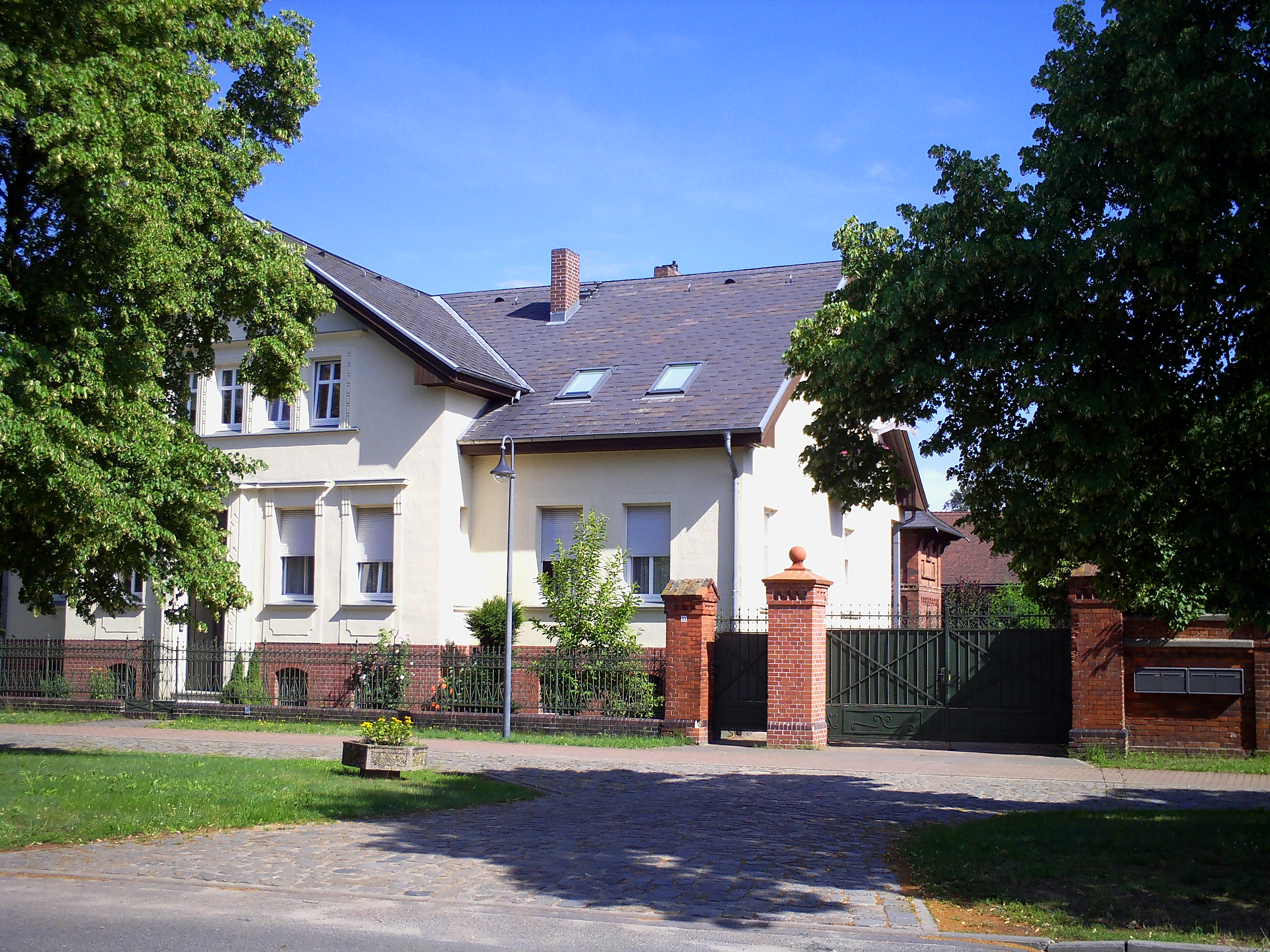
Denkmalgeschütztes Gehöft in Skadow

In der Skadower Hauptstraße Nummer 33 befindet sich ein unter Denkmalschutz stehendes Vierseiten-Gehöft.